# Drago Kos
Drago Kos, slovenski policist, pravnik, nogometni sodnik in veteran vojne za Slovenijo, * 13. januar 1961, Prevalje.

## Življenjepis
Drago Kos se je rodil v  Prevaljah. Nato se je s starši preselil v štiri kilometre oddaljene Ravne na Koroškem. Ima mlajša brata in sestro. Dve leti mlajši brat Miran Kos je pravnik s svojo odvetniško pisarno v Ravnah na Koroškem, štiri leta mlajša sestra Marta Kos pa je nekdanja novinarka in kasneje diplomatska ter političarka. Bila je veleposlanica Republike Slovenije v Nemčiji, in nato v Švici.
Leta 1979 se je vpisal na Pravno fakulteto v Ljubljani, kjer je oktobra 1983 tudi diplomiral. Sprva je bil policist nato kriminalist. Je nekdanji plavalec ter nogometni vratar. Igral je za Korotan in Slovenj Gradec. V letih 1988−2009 je bil nogometni sodnik, ki je odsodil več kot 500 tekem in bil tudi mednarodni sodnik. Bil je prvi predsednik Komisije za preprečevanje korupcije (KPK). Danes je delegat na nogometnih tekmah in pisec kolumn slovenskih časopisov.
Bil je poročna priča Jožetu P. Damijanu.

### Kritike
Pojavljajo se očitki o zakulisni vpletenosti v afero Patria in Depala vas. Čeprav ni politik, naj bi skušal podtalno vplivati na politično dogajanje.
V arhivih je zaveden tudi kot sodelavec nekdanjih jugoslovanskih tajnih služb.

## Odlikovanja in nagrade
Leta 2004 je prejel častni znak svobode Republike Slovenije z naslednjo utemeljitvijo: »za izjemne zasluge pri obrambi svobode in uveljavljanju suverenosti Republike Slovenije«.